# Église Saint-Nicolas-le-Thaumaturge-de-Torjok
Pour les articles homonymes, voir Église Saint-Nicolas.
L'église Saint-Nicolas-le-Thaumaturge-de-Torjok est une église orthodoxe classique construite en pierre, située dans la ville de Torjok, dans l'oblast de Tver, en Russie européenne. L'édifice est classé dans la liste de l'héritage patrimonial de la Russie d'importance fédérale depuis 1974.

## Géographie
L'église est située dans la ville de Torjok, dans l'oblast de Tver. Elle se trouve au no 74 de la rue Stepan Razine.

## Histoire
La date du premier édifice dédié à Saint-Nicolas n'est pas connu, mais il est déjà mentionné sous le règne d'Ivan III. Il était en bois, mais brûla. Néanmoins, l'icône dans l'église de Saint-Nicolas fut sauver des flammes. Le nouvel édifice est mentionné en 1625.
L'église se détériorait, et la construction d'un édifice en pierre commença en 1778, et les travaux se terminèrent en 1784. L'édifice fut agrandi en 1850. Les autorités soviétiques fermèrent l'église en 1930, et les services religieux reprirent en 1997.

## Patrimonialité
L'édifice est classé dans la liste de l'héritage patrimonial de la Russie d'importance fédérale sous le no 691410181330006.